# Habitatge al carrer Nostra Senyora dels Àngels, 7 (Ripollet)
L'Habitatge al carrer Nostra Senyora dels Àngels, 7 és una obra eclèctica de Ripollet (Vallés Occidental) inclosa a l'Inventari del Patrimoni Arquitectònic de Catalunya.

## Descripció
Habitatge unifamiliar entre mitgeres, format per planta baixa i un pis. La planta baixa,que ha estat objecte de modificacions a les obertures laterals, conserva la porta d'accés original, rectangular amb motllures. Al primer pis hi ha tres obertures també rectangulars: un balcó central amb voladís sobre cartel·les i dos balcons laterals amb ampit, tots ells amb barana decorada amb claustres. El coronament de l'edifici, dividit en tres cossos, mostra merlets ornamentals.

## Història
L'habitatge va ser bastit a les darreries del segle xix, o principis del segle XX al barri del pont Vell, que va ser urbanitzat a partir d'aquell període. És un edifici eclèctic, amb elements ornamentals inspirats en l'època medieval, especialment en l'estil gòtic.